# Áno Dhamásta
Áno Dhamásta (Ano Damasta) är en ort i Grekland.   Den ligger i prefekturen Fthiotis och regionen Grekiska fastlandet, i den centrala delen av landet, 140 km nordväst om huvudstaden Aten. Áno Dhamásta ligger 145 meter över havet och antalet invånare är 145.
Terrängen runt Áno Dhamásta är varierad. Runt Áno Dhamásta är det ganska glesbefolkat, med 26 invånare per kvadratkilometer. Närmaste större samhälle är Lamia, 11,7 km norr om Áno Dhamásta. I omgivningarna runt Áno Dhamásta växer i huvudsak blandskog.